# Mistrzostwa Świata Juniorów w Narciarstwie Klasycznym 2025
Mistrzostwa Świata Juniorów w Narciarstwie Klasycznym 2025 – zawody sportowe, które zostały rozegrane w dniach 3–15 lutego 2025 r. w amerykańskim Lake Placid (skoki narciarskie i kombinacja norweska) oraz włoskim Tarvisio (biegi narciarskie). Zawodniczki i zawodnicy rywalizowali w 24 konkurencjach w trzech dyscyplinach klasycznych: biegach narciarskich, skokach narciarskich i kombinacji norweskiej. 

## Biegi narciarskie – juniorzy
Mężczyźni
| Konkurencja              | Data          | Złoto       | Srebro         | Brąz             |
| ------------------------ | ------------- | ----------- | -------------- | ---------------- |
| Sprint stylem klasycznym | 3 lutego 2025 | Filip Skari | Lars Heggen    | Isai Näff        |
| 20 km stylem klasycznym  | 5 lutego 2025 | Lars Heggen | Gabriele Matli | Leopold Strand   |
| 10 km stylem dowolnym    | 7 lutego 2025 | Lars Heggen | Davide Negroni | Jakob Elias Moch |

Kobiety
| Konkurencja              | Data          | Złoto                           | Srebro                  | Brąz                            |
| ------------------------ | ------------- | ------------------------------- | ----------------------- | ------------------------------- |
| Sprint stylem klasycznym | 3 lutego 2025 | Malin Hoelsveen                 | Iselin Bjervig Drivenes | Milla Grosberghaugen Andreassen |
| 20 km stylem klasycznym  | 5 lutego 2025 | Milla Grosberghaugen Andreassen | Hanna Engesæter Soerbye | Alison Mackie                   |
| 10 km stylem dowolnym    | 7 lutego 2025 | Milla Grosberghaugen Andreassen | Anna Endress            | Alison Mackie                   |

Mieszane
| Konkurencja            | Data          | Złoto | Srebro                                                                                  | Brąz                                                                                |
| ---------------------- | ------------- | --- | --------------------------------------------------------------------------------------- | ----------------------------------------------------------------------------------- |
| Bieg sztafetowy 4×5 km | 9 lutego 2025 | Norwegia 1. Filip Skari · 2. Hanna Engesæter Sørbye · 3. Lars Heggen · 4. Milla Grosberghaugen Andreassen | Francja 1. Quentin Viguier · 2. Annette Coupat · 3. Romain Vaxelaire · 4. Margot Tirloy | Włochy 1. Gabriele Matli · 2. Beatrice Laurent · 3. Davide Negroni · 4. Marit Folie |

## Biegi narciarskie – U 23
Mężczyźni
| Konkurencja              | Data          | Złoto          | Srebro                   | Brąz                     |
| ------------------------ | ------------- | -------------- | ------------------------ | ------------------------ |
| Sprint stylem klasycznym | 4 lutego 2025 | Anton Grahn    | Måns Skoglund            | Jørgen Schjølberg        |
| 20 km stylem klasycznym  | 6 lutego 2025 | Mathias Holbæk | Niko Anttola             | Thomas Linnebo Mollestad |
| 10 km stylem dowolnym    | 8 lutego 2025 | Mathias Holbæk | Thomas Linnebo Mollestad | Martino Carollo          |

Kobiety
| Konkurencja              | Data          | Złoto           | Srebro           | Brąz            |
| ------------------------ | ------------- | --------------- | ---------------- | --------------- |
| Sprint stylem klasycznym | 4 lutego 2025 | Märta Rosenberg | Gina del Rio     | Elin Henriksson |
| 20 km stylem klasycznym  | 6 lutego 2025 | Märta Rosenberg | Eva Ingebrigtsen | Liliane Gagnon  |
| 10 km stylem dowolnym    | 8 lutego 2025 | Helen Hoffmann  | Rosie Fordham    | Liliane Gagnon  |

Mieszane
| Konkurencja            | Data          | Złoto                                                                                            | Srebro                                                                             | Brąz                                                                          |
| ---------------------- | ------------- | ------------------------------------------------------------------------------------------------ | ---------------------------------------------------------------------------------- | ----------------------------------------------------------------------------- |
| Bieg sztafetowy 4×5 km | 9 lutego 2025 | Norwegia 1. Thomas Linnebo Mollestad · 2. Anniken Sand · 3. Mathias Holbæk · 4. Eva Ingebrigtsen | Włochy 1. Davide Ghio · 2. Nadine Laurent · 3. Martino Carollo · 4. Maria Gismondi | Niemcy 1. Elias Keck · 2. Verena Veit · 3. Marius Kastner · 4. Helen Hoffmann |

## Kombinacja norweska
Mężczyźni
| Konkurencja                                  | Data           | Złoto                                        | Srebro                                           | Brąz                                            |
| -------------------------------------------- | -------------- | -------------------------------------------- | ------------------------------------------------ | ----------------------------------------------- |
| Skocznia normalna, bieg na 10 km             | 15 lutego 2025 | Paul Walcher                                 | Atsushi Narita                                   | Richard Stenzel                                 |
| Skocznia normalna, sprint drużynowy 2×7,5 km | 13 lutego 2025 | Austria 1. Andreas Gfrerer · 2. Paul Walcher | Norwegia 1. Even Leinan Lund · 2. Torje Seljeset | Japonia 1. Kyotaro Yamazaki · 2. Atsushi Narita |

Kobiety
| Konkurencja                                  | Data           | Złoto                                          | Srebro                                              | Brąz                                   |
| -------------------------------------------- | -------------- | ---------------------------------------------- | --------------------------------------------------- | -------------------------------------- |
| Skocznia normalna, bieg na 5 km              | 15 lutego 2025 | Ingrid Låte                                    | Teja Pavec                                          | Trine Göpfert                          |
| Skocznia normalna, sprint drużynowy 2×4,5 km | 13 lutego 2025 | Finlandia 1. Heta Hirvonen · 2. Minja Korhonen | Słowenia 1. Tia Malovrh · 2. Maša Likozar Brankovič | Niemcy 1. Ronja Loh · 2. Trine Göpfert |

Mieszane
| Konkurencja                                   | Data           | Złoto                                                                             | Srebro                                                                                      | Brąz                                                                              |
| --------------------------------------------- | -------------- | --------------------------------------------------------------------------------- | ------------------------------------------------------------------------------------------- | --------------------------------------------------------------------------------- |
| Skocznia normalna, bieg na 4×5 km – drużynowo | 15 lutego 2025 | Niemcy 1. Jonathan Gräbert · 2. Ronja Loh · 3. Trine Göpfert · 4. Richard Stenzel | Austria 1. Andreas Gfrerer · 2. Katharina Gruber · 3. Anna-Sophia Gredler · 4. Paul Walcher | Japonia 1. Atsushi Narita · 2. Hazuki Ikeda · 3. Yuzuka Fujiwara · 4. Kaisei Mori |

## Skoki narciarskie
Mężczyźni
| Konkurencja                       | Data           | Złoto                                                                                    | Srebro                                                                               | Brąz                                                                               |
| --------------------------------- | -------------- | ---------------------------------------------------------------------------------------- | ------------------------------------------------------------------------------------ | ---------------------------------------------------------------------------------- |
| Skocznia normalna – indywidualnie | 12 lutego 2025 | Stephan Embacher                                                                         | Tate Frantz                                                                          | Simon Steinberger                                                                  |
| Skocznia normalna – drużynowo     | 14 lutego 2025 | Austria 1. Simon Steinberger · 2. Lukas Haagen · 3. Nikolaus Humml · 4. Stephan Embacher | Słowenia 1. Urban Šimnic · 2. Nik Bergant Smerajc · 3. Enej Faletič · 4. Žiga Jančar | Stany Zjednoczone 1. Jason Colby · 2. Henry Loher · 3. Bryce Kloc · 4. Tate Frantz |

Kobiety
| Konkurencja                       | Data           | Złoto                                                                                    | Srebro                                                                        | Brąz                                                                       |
| --------------------------------- | -------------- | ---------------------------------------------------------------------------------------- | ----------------------------------------------------------------------------- | -------------------------------------------------------------------------- |
| Skocznia normalna – indywidualnie | 12 lutego 2025 | Ingvild Synnøve Midtskogen                                                               | Ingrid Låte                                                                   | Taja Bodlaj                                                                |
| Skocznia normalna – drużynowo     | 14 lutego 2025 | Niemcy 1. Lia Böhme · 2. Anna-Fay Scharfenberg · 3. Julina Kreibich · 4. Kim Amy Duschek | Słowenia 1. Lucija Jurgec · 2. Tinkara Komar · 3. Tina Erzar · 4. Taja Bodlaj | Japonia 1. Kikka Sakamoto · 2. Riko Iwasaki · 3. Yū Saitō · 4. Yuzuki Satō |

Mieszane
| Konkurencja       | Data           | Złoto                                                                      | Srebro                                                                                  | Brąz                                                                                     |
| ----------------- | -------------- | -------------------------------------------------------------------------- | --------------------------------------------------------------------------------------- | ---------------------------------------------------------------------------------------- |
| Skocznia normalna | 15 lutego 2025 | Słowenia 1. Taja Bodlaj · 2. Žiga Jančar · 3. Tina Erzar · 4. Urban Šimnic | Stany Zjednoczone 1. Sandra Sproch · 2. Jason Colby · 3. Josie Johnson · 4. Tate Frantz | Austria 1. Sara Pokorny · 2. Stephan Embacher · 3. Meghann Wadsak · 4. Simon Steinberger |